# Baronía de Patras
La Baronía de Patras fue un feudo medieval franco del Principado de Acaya, situada en la costa noroeste de la península del Peloponeso en Grecia, y con capital en la ciudad de Patras. Fue una de las doce baronías originales del Principado de Acaya, pero pasó a manos del arzobispo latino de Patras hacia mediados del siglo XIII. Desde 1337 en adelante, fue un dominio eclesiástico independiente del Principado. Mantuvo estrechas relaciones con la República de Venecia, que gobernó la Baronía en 1408/13 y 1418. La baronía sobrevivió hasta la reconquista bizantina en 1429-1430. 

## Historia
La Baronía de Patras se estableció alrededor de 1209, tras la conquista del Peloponeso por los cruzados, y fue una de las doce baronías seculares originales del Principado de Acaya. Con veinticuatro feudos caballerescos, Patras, junto con Akova, fue la baronía más grande y una de las más importantes del Principado. Patras era además la sede de un arzobispado latino, que se consideraba un feudo vasallo eclesiástico independiente con ocho feudos caballerescos a su nombre. Las relaciones entre el arzobispo y los barones seculares, e incluso con el propio príncipe, fueron inicialmente tensas. Esto se debió a las disputas entre el Arzobispo y el Príncipe sobre la lealtad y las obligaciones del clero latino hacia el Principado, y resultó en incidentes como el desalojo forzoso del Arzobispo de su residencia por parte del barón y de la catedral de San Teodoro, que fueron incorporadas al castillo de Patras.
Según las versiones francesa, griega e italiana de la Crónica de Morea, la baronía secular fue otorgada a un caballero provenzal, Guillermo Alemán, pero el Tratado de la Sapienza entre Acaya y la República de Venecia, firmado en junio de 1209, menciona a Arnulfo Alemán como barón, probablemente el predecesor, por lo demás desconocido, de Guillermo. Además, la versión aragonesa de la Crónica enumera una serie de barones completamente diferente, pero no verificable, comenzando con Gualterio Alemán, a quien sucedió su hijo Conrado, y este a su vez, Guillermo II, quien luego vendió los derechos de la baronía al arzobispo de Patrás hacia el año 1200. 1276. Los historiadores generalmente han seguido este relato para fechar la cesión de la baronía al Arzobispado aproximadamente o poco después de mediados de siglo, pero la transferencia puede haber tenido lugar, o al menos comenzado, ya en la década de 1220, ya que se dice que el primer arzobispo, Antelmo de Cluny, tenía posesión del castillo de Patras en 1233.
El Arzobispo se convirtió entonces, con treinta y dos feudos, en el vasallo más poderoso del Principado y se convirtió en un factor clave en sus asuntos. Bajo el reinado de Guillermo Frangipani, que gobernó entre 1317 y 1337, Patras mantuvo estrechas relaciones con Venecia y actuó con total independencia del Príncipe. Como resultado, a la muerte de Frangipani en 1337, el bailío angevino, Bertrand de Les Baux, a quien Frangipani se había opuesto, sitió la ciudad con la esperanza de someterla a la obediencia. Ante esta situación, el papa Benedicto XII reaccionó declarando la ciudad «tierra de la Santa Iglesia romana» y puso al Principado bajo interdicto. La madre y regente del Príncipe, Catalina de Valois, accedió a las exigencias de la Iglesia. Como resultado, el Arzobispo se independizó, aunque sus feudos seculares aún debían lealtad y servicios al Príncipe.
Durante el resto del siglo, los arzobispos de Patras desempeñaron un papel activo en las intrigas y disputas del Principado, y a su vez, las familias contendientes intentaron con frecuencia colocar a uno de sus descendientes en el trono arzobispal.
Sin embargo, la creciente amenaza otomana en la Grecia continental y las depredaciones de los albaneses llevaron a los arzobispos a recurrir cada vez más a Venecia en busca de protección; tras varias súplicas para asegurar su protección, en 1408 la República asumió la administración de la baronía, aunque siguió siendo territorio eclesiástico, a cambio de una renta de mil ducados anuales. Sin embargo, el Papa se opuso a esta medida, y en 1413 Venecia devolvió la administración al arzobispado; otro intento en 1418 fracasó de nuevo ante la oposición de la Santa Sede. Finalmente, en 1429 o 1430, la ciudad y la ciudadela fueron entregadas a los griegos bizantinos del Despotado de Morea bajo el mando de Constantino Paleólogo, el futuro último emperador bizantino.

## Biblipgrafía
- Bon, Antoine (1969), La Morée franque. Recherches historiques, topographiques et archéologiques sur la principauté d’Achaïe (en francés), París: De Boccard.
- Miller, William (1921), Essays on the Latin Orient (en inglés), Cambridge: Cambridge University Press.
- Nicol, Donald M. (1992). The Immortal Emperor: The Life and Legend of Constantine Palaiologos, Last Emperor of the Romans (en inglés). Cambridge: Cambridge University Press. ISBN 978-0511583698.
- Schabel, Chris (2008). «Antelm the Nasty, First Latin Archbishop of Patras».  En Beihammer, Alexander D.; Parani, Maria G.; Schabel, Christopher D, eds. Diplomatics in the Eastern Mediterranean 1000–1500: Aspects of Cross-Cultural Communication (en inglés). Leiden: BRILL. pp. 93-138. ISBN 978-90-04-16547-2.
- Topping, Peter (1975a), «The Morea, 1311–1364»,  en Hazard, Harry W., ed., A History of the Crusades, Volume III: The fourteenth and fifteenth centuries (en inglés), University of Wisconsin Press, pp. 104-140, ISBN 0-299-06670-3, archivado desde el original el 1 de octubre de 2013, consultado el 29 de septiembre de 2014.
- Topping, Peter (1975b), «The Morea, 1364–1460»,  en Hazard, Harry W., ed., A History of the Crusades, Volume III: The fourteenth and fifteenth centuries (en inglés), University of Wisconsin Press, pp. 141-166, ISBN 0-299-06670-3, archivado desde el original el 9 de mayo de 2014, consultado el 29 de septiembre de 2014.

- Datos: Q13526786